# Rio Aroostook
O rio Aroostook é um afluente do rio Saint John. Nasce no Maine e desagua já em território do Canadá. Só uma pequena porção da sua bacia fica em território do Canadá.
O rio deu nome ao condado de Aroostook, à cidade de Aroostook (no Canadá) e à guerra de Aroostook (1838-1839).

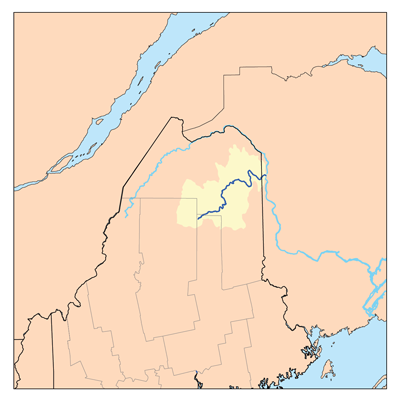
Bacia do rio Aroostook